# Ирска на Светском првенству у атлетици на отвореном 2022.
Ирска је учествовала на 18. Светском првенству у атлетици на отвореном 2022. одржаном у Јуџину  од 15. до 25. јула осамнаести пут, односно учествовала је на свим првенствима до данас. Репрезентацију Ирске представљало је 19 учесника (9 мушкараца и 10 жене) који су се такмичили у 14 дисциплина (8 мушких и 6 женских).,
На овом првенству такмичари Ирске нису освојили ниједну медаљу. У табели успешности према броју и пласману такмичара који су учествовали у финалним такмичењима (првих 8 такмичара) Ирска је са 1 учесником у финалу делила 73. место са 1 бодом.
| Плас. | Земља | 1. место | 2. место | 3. место | 4. место | 5. место | 6. место | 7. место | 8. место | Бр. финал. | Бод. |
| ----- | ----- | -------- | -------- | -------- | -------- | -------- | -------- | -------- | -------- | ---------- | ---- |
| =73.  | Ирска | 0        | 0        | 0        | 0        | 0        | 0        | 0        | 1        | 1          | 1    |

## Учесници
| Мушкарци: - Кристофер О’Донел — 400 м, 4х400 м (м+ж) - Марк Инглиш — 800 м - Ендру Коскоран — 1.500 м - Томас Бар — 400 м препоне - Дејвид Кени — 20 км ходање - Брендан Бојс — 35 км ходање - Џек Рафтери — 4х400 м (м+ж) - Ерик Фаворс — Бацање кугле - Џон Кели — Бацање кугле | Жене: - Рхасидат Аделеке — 400 м, 4х400 м (м+ж) - Софи Бекер — 400 м, 4х400 м (м+ж) - Луиз Шенаханг — 800 м - Сара Хили — 1.500 м - Сара Лавин — 100 м препоне - Џоан Хили — 4х100 м - Адејими Талаби — 4х100 м - Лорен Рој — 4х100 м - Сара Лихи — 4х100 м - Шарлин Модсли — 4х400 м (м+ж) |

## Резултати

### Мушкарци
| Атлетичар         | Дисциплина    | Лични рекорд | Квалификације   | Квалификације | Полуфинале   | Полуфинале  | Финале                | Финале       | Детаљи |
| Атлетичар         | Дисциплина    | Лични рекорд | Резултат        | Место         | Резултат     | Место       | Резултат              | Место        | Детаљи |
| ----------------- | ------------- | ------------ | --------------- | ------------- | ------------ | ----------- | --------------------- | ------------ | ------ |
| Кристофер О’Донел | 400 м         | 45,26        | 46,01 кв        | 4. у гр. 6    | 46,01        | 7. у гр. 2  | Нису се квалификовали | 20 / 41      |        |
| Марк Инглиш       | 800 м         | 1:44,71 НР   | 1:44,76 КВ, ЛРС | 3. у гр. 5    | 1:45,78      | 5. у гр. 3  | Нису се квалификовали | 10 / 42 (45) |        |
| Ендру Коскоран    | 1.500 м       | 3:35,66      | 3:36,36 КВ, ЛРС | 3. у гр. 1    | 3:44,66      | 12. у гр. 1 | Нису се квалификовали | 23 / 41 (42) |        |
| Томас Бар         | 400 м препоне | 47,97 НР     | 49,15 КВ, ЛРС   | 2. у гр. 4    | 50,08        | 5. у гр. 1  | Нису се квалификовали | 19 / 38 (39) |        |
| Дејвид Кени       | 20 км ходање  | 1:19:44      |                 |               |              |             | 1:31:23               | 39 / 43 (45) |        |
| Брендан Бојс      | 35 км ходање  | 2:32:49      | 2:33:31 ЛРС     | 25 / 28 (46)  |              |             |                       |              |        |
| Ерик Фаворс       | Бацање кугле  | 20,20        | 19,76           | 11. у гр. А   |              |             | Нису се квалификовали | 20 / 29 (30) |        |
| Џон Кели          | Бацање кугле  | 20,16        | 17,92           | 15. у гр. Б   | 29 / 29 (30) |             | Нису се квалификовали |              |        |

### Жене
| Атлетичарка                                  | Дисциплина | Лични рекорд | Квалификације | Квалификације | Полуфинале            | Полуфинале            | Финале                | Финале       | Детаљи |
| Атлетичарка                                  | Дисциплина | Лични рекорд | Резултат      | Место         | Резултат              | Место                 | Резултат              | Место        | Детаљи |
| -------------------------------------------- | ---------- | ------------ | ------------- | ------------- | --------------------- | --------------------- | --------------------- | ------------ | ------ |
| Рхасидат Аделеке                             | 400 м      | 50,70        | 51,59 КВ      | 2. у гр. 4    | 50,81                 | 4. у гр. 1            | Није се квалификовала | 9 / 43 (48)  |        |
| Софи Бекер                                   | 400 м      | 51,83        | 52,24         | 5. у гр. 3    | Нису се квалификовале | Нису се квалификовале | Нису се квалификовале | 26 / 43 (48) |        |
| Луиз Шенаханг                                | 800 м      | 1:59,42 НР   | 2:01,71       | 5. у гр. 6    | Нису се квалификовале | Нису се квалификовале | Нису се квалификовале | 24 / 45      |        |
| Сара Хили                                    | 1.500 м    | 4:02,86      | 4:11,31       | 12. у гр. 1   | Нису се квалификовале | Нису се квалификовале | Нису се квалификовале | 36 / 42      |        |
| Џоан Хили Адејими Талаби Лорен Рој Сара Лихи | 4 х 100 м  | 43,80 НР     | 44,48         | 1. у гр. 2    |                       |                       | Нису се квалификовале | 16 / 16      |        |

### Мешовито
| Атлетичари                                                                                  | Дисциплина | Лични рекорд | Квалификације   | Квалификације | Полуфинале | Полуфинале | Финале   | Финале      | Детаљи |
| Атлетичари                                                                                  | Дисциплина | Лични рекорд | Резултат        | Место         | Резултат   | Место      | Резултат | Место       | Детаљи |
| ------------------------------------------------------------------------------------------- | ---------- | ------------ | --------------- | ------------- | ---------- | ---------- | -------- | ----------- | ------ |
| Кристофер О’Донел (м) Софи Бекер (ж) Џек Рафтери (м) Шарлин Модсли (ж) Рхасидат Аделеке (ж) | 4 х 400 м  | 3:10,21 НР   | 3:13,88 КВ, НРС | 2. у гр. 2    |            |            | 3:16,86  | 8 / 15 (16) |        |